# Košarkaški klub Mornar Bar
Il K.K. Mornar Bar è una società cestistica avente sede nella città di Antivari, in Montenegro. Fondata nel 1974, disputa il campionato montenegrino.

## Roster 2021-2022
Aggiornato al 9 dicembre 2021.
|    | Naz.                            | Ruolo | Sportivo            | Anno | Alt. | Peso |  |
| -- | ------------------------------- | ----- | ------------------- | ---- | ---- | ---- |  |
| 1  | Montenegro (bandiera)           | G     | Vladimir Mihailović | 1990 | 193  | 93   |  |
| 3  | Stati Uniti (bandiera)          | P     | Trey Lewis          | 1992 | 188  | 84   |  |
| 4  | Serbia (bandiera)               | AG    | Strahinja Mićović   | 1992 | 205  | 105  |  |
| 6  | Serbia (bandiera)               | G     | Marko Jeremić       | 1991 | 192  | 89   |  |
| 7  | Montenegro (bandiera)           | G     | Balša Živanović     | 2001 | 188  | 80   |  |
| 8  | Montenegro (bandiera)           | G     | Sead Šehović        | 1989 | 196  | 95   |  |
| 9  | Stati Uniti (bandiera)          | AC    | Taylor Smith        | 1991 | 198  | 98   |  |
| 10 | Bosnia ed Erzegovina (bandiera) | P     | Nemanja Gordić      | 1988 | 193  | 90   |  |
| 11 | Montenegro (bandiera)           | C     | Gligorije Rakočević | 1995 | 211  | 116  |  |
| 13 | Bosnia ed Erzegovina (bandiera) | AP    | Aleksandar Lazić    | 1996 | 203  | 96   |  |
| 14 | Montenegro (bandiera)           | AC    | Vladimir Marljukić  | 2000 | 202  |      |  |
| 22 | Montenegro (bandiera)           | G     | Marko Vesković      | 2002 | 192  |      |  |
| 23 | Montenegro (bandiera)           | AC    | Milija Miković      | 1994 | 205  | 107  |  |
| 41 | Montenegro (bandiera)           | G     | Nemanja Vranješ     | 1988 | 187  | 88   |  |
| 42 | Stati Uniti (bandiera)          | C     | William Mosley      | 1989 | 203  | 102  |  |

### Staff tecnico
| Allenatore: | Mihailo Pavićević                    |
| Assistenti: | Aleksandar Mitrović, Zoran Peruničić |

## Palmarès
- Campionato montenegrino: 1

2017-18